# Shiny Flakes: Náctiletý drogový baron
Shiny Flakes: Náctiletý drogový baron (v originálním názvu Shiny_Flakes: The Teenage Drug Lord) je německý dokumentární film inspirovaný dle skutečného případu od společnosti Netflix, který měl oficiální premiéru 3. srpna 2021 na této platformě. Příběh zdokumentovala a natočila německá novinářka Eva Müllerová pro společnost Netflix.

## Příběh
Příběh se zaobírá 19letým mladíkem Miximilianem Schmidtem z Německa, který ze svého malého pokoje prodával ve velkých množstvích drog a další omamné látky na eshopu s názvem Shiny_Flakes. Celý obchod si vybudoval sám a dokázal ho provozovat bez žádné větší pomoci dlouhé měsíce. Celkově vydělával miliony eur a prodával tuny drog přes Deutsche Post. 